# Brookville (Kansas)
Brookville é uma cidade localizada no estado americano de Kansas, no Condado de Saline.

## Demografia
Segundo o censo americano de 2000, a sua população era de 259 habitantes. 
Em 2006, foi estimada uma população de 253, um decréscimo de 6 (-2.3%).

## Geografia
De acordo com o United States Census Bureau tem uma área de 
1,5 km², dos quais 1,5 km² cobertos por terra e 0,0 km² cobertos por água.

## Localidades na vizinhança
O diagrama seguinte representa as localidades num raio de 28 km ao redor de Brookville. 